# Grünes Band der IRA 1949
| Endstand nach der 13. Etappe | Endstand nach der 13. Etappe | Endstand nach der 13. Etappe |
| ---------------------------- | ---------------------------- | ---------------------------- |
| Sieger                       | Harry Saager                 | 85:15:02 h (33,236 km/h)     |
| Zweiter                      | Erich Bautz                  | + 5:30 min                   |
| Dritter                      | Reinhold Steinhilb           | + 9:31 min                   |
| Vierter                      | Werner Richter               | + 29:41 min                  |
| Fünfter                      | Otto Weckerling              | + 29:46 min                  |
| Sechster                     | Paul Süß                     | + 40:28 min                  |
| Siebter                      | Philipp Hilbert              | + 48:54 min                  |
| Achter                       | Josef Berger                 | + 50:42 min                  |
| Neunter                      | Heiner Kopf                  | + 53:54 min                  |
| Zehnter                      | Matthias Pfannenmüller       | + 55:58 min                  |
| Bergwertung                  | Erich Bautz                  | 31 P.                        |
| Zweiter                      | Heinz Müller                 | 29 P.                        |
| Dritter                      | Harry Saager                 | 27 P.                        |

Das Grüne Band der IRA (Industrie-Gemeinschaft zur Förderung des Radfahrwesens und Radsportes), ein Vorgänger der späteren Deutschland Tour, wurde vom 9. bis 23. Juli 1949 ausgetragen. Das Etappenrennen führte von Hamburg über 2.833,4 Kilometer nach München. Bei 13 Etappen gab es zwei Ruhetage. Es fand gleichzeitig mit der Tour de France statt.
Es gingen 60 deutsche Fahrer in neun Werksteams an den Start. Das Ziel erreichten 37 Starter, wobei der Sieger die Distanz mit einem Stundenmittel von 33,236 km/h zurücklegte.
Erstmals seit der Großdeutschlandfahrt 1939 gab es wieder eine Bergwertung, den Altenburger Bergpreis, der fünf Berge umfasste.
Die Fahrt vom Norden in den Süden wurde von den drei Fahrern, die am Ende auf dem Podium standen, dominiert. Sieger Harry Saager vom Team Rabeneick lag am Ende über fünf Minuten vor Erich Bautz, der sich wie im Vorjahr mit dem zweiten Platz begnügen musste, sich aber mit dem gewonnenen Bergpreis trösten konnte. Reinhold Steinhilb hatte als Dritter einen Rückstand von über neun Minuten. Ab dem Viertplatzierten lag der Rückstand bei circa 30 Minuten. Im Vergleich zum Vorjahr (Grünes Band der IRA 1948) war das Interesse der deutschen Bevölkerung an der Tour wieder deutlich größer.
Ende 2014 wurde bei Aufräumarbeiten im alten Werk der August Rabeneick GmbH, dem jetzigen Werk von ZF, unter Akten, alten Prospekten und Fahrradersatzteilen ein gut 16-minütiger, bisher verschollen geglaubter Film über dieses Radrennen gefunden. Der mit Nitro behandelte Film zeigte nur 9 der 13 Etappen. Es wird vermutet, dass es noch einen zweiten Teil gibt, dieser blieb aber bisher unentdeckt.

## Teams und Fahrer
| 01 – Hans Hörmann 02 – Ludwig Hörmann 03 – Heinz Müller 04 – Josef Kolbeck 05 – Karl Weimer 06 – Fritz Jährling 0 |

| 07 – August Breuer 08 – Heinz Heuser 09 – Andreas Hiltl 10 – Konrad Keßler 11 – Günther Pankoke 12 – Reinhard Tietze 13 – Erich Zawadski |

| 14 – Hans Büttner 15 – Fritz Diederichs 16 – Emil Kijewski 17 – Werner Richter 18 – Peter Schulte 19 – Heinz Vopel senior 20 – Otto Weckerling 21 – Otto Ziege 22 – Heinz Zoll |

| 23 – Philipp Hilbert 24 – Julius Kalb 25 – Mathias Pfannenmüller 26 – Fritz Scheller 27 – Gerhard Stubbe 28 – Werner Weischedel 29 – Fritz Meyer 0 |

| 30 – Willi Brunner 31 – Armin Henning 32 – Heinrich Noß 33 – Rudolf Voigt 34 – Valentin Pütter 35 – Heinrich Weiß |

| 36 – Siegfried Grigat 37 – Willi Kubatz 38 – Gerhard Schumacher 39 – Bernhard Bolte 40 – Herbert Schmidt 41 – Heinz Gleinig |

| 42 – Otto Schenk 43 – Heiner Kopf 44 – Philipp Ziegler 45 – Gerhard Bartkowski 46 – Ludwig Ruckteschler 0 |

| 47 – Josef Berger 48 – Erich Bautz 49 – Peter Gielsdorf 50 – Fritz Siefert 51 – Paul Süß 52 – Heinrich Schultenjohann 53 – Hubert Schwarzenberg 54 – Hermann Siebelhoff |

| 55 – Werner Holthöfer 56 – Harry Saager 57 – Emil Schöpflin 58 – Reinhold Steinhilb 59 – Lothar Ehmer 60 – Karl Wiemer |

## Etappen

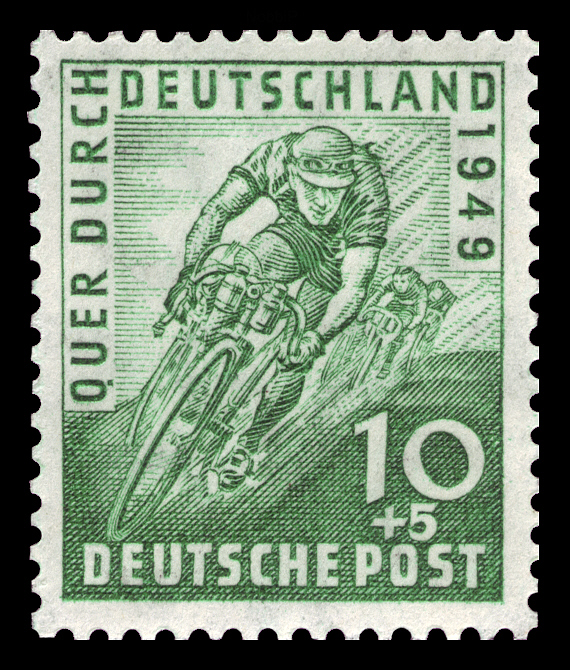
Briefmarken-Ausgabe der Bizone

| Etappen    | Tag      | Start – Ziel                             | km    | Etappensieger          | Gesamterster   |
| ---------- | -------- | ---------------------------------------- | ----- | ---------------------- | -------------- |
| 1. Etappe  | 9. Juli  | Hamburg – Hannover                       | 242,1 | Werner Richter         | Werner Richter |
| 2. Etappe  | Juli     | Hannover – Bielefeld                     | 302   | Gerhard Stubbe         | Gerhard Stubbe |
| 3. Etappe  | Juli     | Bielefeld – Dortmund                     | 214   | Siegfried Grigat       | Gerhard Stubbe |
| 4. Etappe  | Juli     | Dortmund – Köln                          | 266   | Reinhold Steinhilb     | Harry Saager   |
| 5. Etappe  | Juli     | Köln – Frankfurt am Main                 | 216   | Konrad Keßler          | Harry Saager   |
| 6. Etappe  | Juli     | Frankfurt am Main – Mannheim             | 186   | Karl Weimer            | Harry Saager   |
| 7. Etappe  | Juli     | Mannheim – Freiburg                      | 285,7 | Josef Berger           | Harry Saager   |
| 8. Etappe  | Juli     | Freiburg – Waldshut                      | 144   | Matthias Pfannenmüller | Harry Saager   |
| 9. Etappe  | Juli     | Waldshut – Singen                        | 152   | Heinz Müller           | Harry Saager   |
| 10. Etappe | Juli     | Singen – Wangen                          | 156   | Peter Schulte          | Harry Saager   |
| 11. Etappe | Juli     | Wangen – Garmisch-Partenkirchen          | 192   | Günther Pankoke        | Harry Saager   |
| 12. Etappe | Juli     | Garmisch-Partenkirchen – Bad Reichenhall | 253   | Philipp Hilbert        | Harry Saager   |
| 13. Etappe | 23. Juli | Bad Reichenhall – München                | 224   | Josef Berger           | Harry Saager   |